# Stara Drava u Podravini
Rijeka Drava teče kroz Podravinu u duljini oko 80 km. Od te duljine oko 65 km pripada Koprivničko-Križevačkoj županiji. To je ujedno i dio zaštićenog područja "Regionalni park Mura–Drava" koji se proteže još i kroz susjedne županije uz rijeku Dravu do Dunava čineći veliki Rezervat Mura–Drava–Dunav. Na tom putu Drava stalno oblikuje puno zavoja i promjena glavnog korita te nastaju rukavci (meandri) sa stalnom ili povremenom protočnošću. Na više mjesta, ovako velika i silovita rijeka, oblikuje čitave mreže malih vodenih tijekova koji ograđuju riječne otoke i otočiće. Nekadašnji dravski rukavci, "Stare Drave", danas se na više mjesta u reljefu Podravine ističu kao udubljenja potkovastog oblika čiji su kraci okrenuti prema današnjem dravskom koritu. To su mrtvice ili mrtvaje, neteče, od kojih su neke još vezane uskim vodenim prolazima uz dravsko korito, poglavito za višeg vodostaja.
 Usporedno uz maticu rijeke u Podravini ima i nekoliko manjih stalno protočnh rukavaca koji se također nazivaju "Stara Drava". Širina rukavaca mjestimično je takoreći dnevno promjenljiva (zbog uzvodnih hidroelektrana) jer ovisi o vodostaju rijeke Drave. Ti rukavci stvaraju riječne otoke. Oni su najčešće pošumljeni niskom vegetacijom i šikarom, rjeđe su to livade i druga obradiva tla. U Koprivničko-Đurđevačkoj Podravini to je vidljivo primjerice kod naselja Selnice Podravske, Legrada, Komatnice, Repaša, Gabajeve Grede, Gotalova, Molve Greda, Novog Virja, Ferdinandovca i Podravskih Sesveta. Pokraj Selnice Podravske doista teče rijeka Drava koja izlazi iz hidroelektrane pa daje izgled kao protočni rukavac, jer veći dio vodene mase protječe odvodnim kanalom pokraj hidroelektrane.

## Flora i fauna

### Flora
Obale rukavaca obrasle su niskim raslinjem (bijelom vrbom, bršljanima i dr.), visokim raslinjem (pojedinačna stabla crne topole, crne johe, bagrema-akacije,  i dr.) i šikarom i prilično su nepristupačne, ovisno o vremenskim prilikama. Riječni otoci i obale rukavaca prošarani su vrbicima ili pojedinačnim stablima vrba i crnih topola, trskom, rogozom, šašom, ježincom, čičkom, šikarom i ostalom trnovitom i močvarnom vegetacijom. Neki dijelovi oko rukavaca, mrtvica i bara su potpuno nepristupačni i predstavljaju netaknutu divlju prirodu. Dno je šljunkovito i djelomično muljevito, djelomično obraslo vodenom travom (krocanj, mrijesnjak, mekana i tvrda voščika), trskom, vodenim orašcem, vodenim lećem, vodenom kugom, vodenom paprati a ima i bijelog lopoča, žutog lokvanja i druge vodene vegetacije. U mrtvicama ima puno više trske, vodenih trava i trulog lišća u mulju pa je na većem dijelu pristup vodi gotovo nemoguć. 

### Fauna
Mjestimično širok pojas guste visoke i niske vegetacije sa šikarom, uz vodenu vegetaciju, je dobro stanište i zaštita za mnoge životinjske vrste ovog područja: dlakavu i pernatu divljač (jelen, srna, patka, fazan, roda), divlje životinje (divlja svinja, vidra, kuna), gmazove (bjelouška, kornjača), ribe (štuka, šaran, amur, babuška), vodozemce (žaba), dvojezupce (zec), glodavce (dabar kod Legrada) i druge. U vodi osim žaba ima i velik broj različitih vrsta riba. Dva od četiri najveća podravska mrijestilišta žaba nalaze se uz rijeku Dravu u slabije protočnim rukavcima, posebno mrtvicama i barama. Jedno je između Selnice Podravske i Legrada, a drugo nekoliko km južno od Gabajeve Grede. S prvim toplijim danima u proljeće tisuće žaba koje se nalaze u krugu oko 2 km oko svojih mrijestilišta, većinom obična krastača, zelena krastača, močvarna smeđa žaba i druge, kreću iz zimovališta na mriješćenje. Na tom putu nalaze se prometne ceste Selnica Podravska-Legrad i Gabajeva Greda-Molve pa žabama u prelasku pomažu Ekološko društvo Koprivnica i volonteri. Žabe, ali još više i one male žabice zbog svojih dnevnih ljetnih aktivnosti stradavaju na prometnici, a i kasnije kad se vraćaju u zimovališta.

## Rukavci i mrtvice ("Stare Drave") uPodravini

### Rukavci
| Rukavac / Stara Drava | koordinate                                    | N. V. (m) | duljina (km) | naselje                    |
| --------------------- | --------------------------------------------- | --------- | ------------ | -------------------------- |
| Stružice              | 46°12′41″N 16°58′56″E / 46.21139°N 16.98222°E | 122       | ≈ 10         | Gotalovo i Otočka          |
| Sigečki zaton *       | 46°11′57″N 16°58′26″E / 46.19917°N 16.97389°E | 120       | ≈ 0,5        | Sigetec                    |
| Virki                 | 46°10′20″N 17°00′24″E / 46.17222°N 17.00667°E | 119       | ≈ 3          | Komatnica i Gabajeva Greda |
| Čep                   | 46°08′51″N 17°02′01″E / 46.14750°N 17.03361°E | 116       | ≈ 1          | Gabajeva Greda             |
| Zeleni brijeg         | 46°07′38″N 17°05′07″E / 46.12722°N 17.08528°E | 114       | ≈ 0,7        | Repaš                      |
| Đurtanovo             | 46°06′17″N 17°09′45″E / 46.10472°N 17.16250°E | 113       | ≈ 1          | Novo Virje                 |
| Čarda                 | 46°05′52″N 17°11′10″E / 46.09778°N 17.18611°E | 112       | ≈ 4          | Novo Virje Crnec           |
| Rog Strug kanal *     | 45°58′59″N 17°16′00″E / 45.98306°N 17.26667°E | 103       | ≈ 1,6        | Podravske Sesvete          |

*-nije tipičan primjer "Stare Drave".  Duljina rukavaca ovisi o vodostaju rijeke Drave i može biti dnevno promjenljiva.

#### Stružice
Rukavac  Stružice (pokraj otoka Stružice) je protočno korito starog toka rijeke Drave. Dug je oko 10 km i širok mjestimično do 50 m, prosječno 15 do 20 m. Nalazi se oko 600 m južno od naselja Gotalovo i oko 1 km jugozapadno od Otočke. Vodom gospodare ŠRK "Šaran" Gotalovo i ŠRK "Otočka" Otočka. Uz manji dio lijeve obale rukavca prolazi poljski put koji na nekoliko mjesta prelazi korito rukavca i tu se nalazi više ribičkih mjesta. Kopno između rukavca i glavnog toka rijeke Drave čini otok Stružice. Na oko polovici otočne površine razvijena je šumska vegetacija čiji dijelovi se povremeno plave a drugu polovicu otoka Stružice čine dolinske livade košanice, a najviša tla čine oranice.

#### Sigečki zaton
Sigečki zaljev je dravsko sidrište (obilježeni prostor na vodnom putu namijenjen za sidrenje plovila) i nema sva obilježja kao stara Drava. Dug je oko 500 m i većim dijelom širok oko 100-150 m. Sjeverni dio je nizak i šumovit a južno su poljoprivredne površine, uglavnom livade. Za većeg vodostaja je protočan.

#### Virki
Rukavac  Virki (pokraj otoka Vrbik/Virke) je protočno korito starog toka rijeke Drave. Nalazi se oko 500 m sjeverno od naselja Gabajeve Grede i 500 m istočno od Komatnice. Dug je oko 3 km i širok mjestimično do 50 m, prosječno 10 do 20 m. Desna (zapadna) obala mu je znatno viša od lijeve, mjestimično 4 do 5 m i izložena je stalnoj eroziji. U zapadni dio rukavca svojim širokim utokom ulijeva se potok Gliboki. S obzirom na raznolikost prostora i vegetacije, upravo ovaj dio rukavca i njegovog zaleđa prema rijeci Dravi predstavlja najljepši dio krajolika u ovom dijelu tijeka rijeke Drave. Više ribičkih mjesta nalazi se duž korita nedaleko od ceste s jugozapadne strane gdje su uglavnom poljoprivredne površine. Istočni dio, koji predstavlja otok Vrbik (Virke) površine oko 1,2 km2, od rukavca/starog korita do glavnog korita rijeke Drave je gusto šumovit, djelomično poplavljen i prilično nepristupačan.

#### Čep
Rukavac Čep nalazi se oko 1,6 km jugoistočno od naselja Gabajeva Greda. Kod prosječnog vodostaja rijeke Drave dug je oko 1 km i širok od par metara do nekoliko desetaka metara što je bliže rijeci. Za vrijeme višeg vodostaja je protočan. Južna obala je uređena i vrlo pristupačna s više desetaka ribičkih mjesta i tu se oko rukavca nalaze poljoprivredne površine, uglavnom livade. Tlo između rukavca i Drave je samo malo iznad vodene površine pa je dijelom močvarno područje.

#### Zeleni brijeg
Repaški rukavac Zeleni brijeg (površine oko 1,3 hektara – površina ovisi o vodostaju rijeke Drave) nalazi se oko 450 m južno od naselja Repaš. Rukavac je kod prosječnog vodostaja rijeke Drave dug oko 700 m i širok od par metara do nekoliko desetaka metara što je bliže rijeci. Rukavcem gospodari ŠRK "Bistra" Repaš. Južna obala rukavca obrasla je niskim raslinjem, visokim raslinjem i šikarom i prilično je nepristupačna, ovisno o vremenskim prilikama. Sjeveroistočna obala je uređena i vrlo pristupačna s više desetaka ribičkih mjesta. Južni dio oko rukavca je više šumovit a sjeverno su poljoprivredne površine, uglavnom livade.

#### Đurtanovo
Rukavac  Đurtanovo (povezan s rukavcem Čarda i pokraj otoka Karaš) je dijelom protočno korito starog toka rijeke Drave. Dug je oko 1 km i širok prosječno 10 do 15 m. Nalazi se oko 1 km sjeverno od naselja Novo Virje. Vodom gospodari ŠRK "Drava" Novo Virje.  Uz cijeli dio desne južne obale rukavca prolazi poljski put i tu se nalazi najviše ribičkih mjesta. Južno od rukavca su poljoprivredne površine. Kopno između rukavca i glavnog toka rijeke Drave za višeg vodostaja čini mali otok Vrbak površine oko 13 hektara.  Na otoku je uglavnom razvijena niska šumska vegetacija čiji dijelovi su povremeno poplavljeni.

#### Čarda
Rukavac Čarda dug je oko 4 km i širok prosječno 10 do 20 m. Nalazi se oko 1 km sjeveroistočno od naselja Novo Virje i naselja Crnec. Vodom gospodari ŠRK "Drava" Novo Virje. Uz velik dio desne južne obale rukavca prolazi poljski put i tu se nalazi najviše ribičkih mjesta. Južno od rukavca su poljoprivredne površine. Kopno između rukavca i glavnog toka rijeke Drave čini otok Karaš (Karas) površine oko 1,3 km2.  Na otoku je uglavnom razvijena šumska vegetacija čiji dijelovi su povremeno poplavljeni. Dio otoka prošaran je vrbicima ili pojedinačnim stablima vrba i crnih topola,  trskom, rogozom, šikarom i ostalom močvarnom vegetacijom.

#### Rog Strug kanal
Kanal Rog Strug (Rogstrug) nalazi se oko 2 km jugoistočno od naselja Podravske Sesvete i nema sva obilježja kao stara Drava. Nastaje pokraj naselja Batinske spajanjem kanala Čivićevac i kanala Bistra (prije se spominje i kao potok Katalenec) i tekući desetak km utiče u rijeku Dravu. Kanal, kojim gospodari ŠRK "Kečiga" Podravske Sesvete, je širok od nekoliko metara do desetak i više metara prije ušća u Dravu. Cijelim tokom je prokopan, uređen i reguliran a nastao je zbog smanjenja mogućnosti poplava okolnih naselja jer je još nedugo istočno od grada Đurđevca sve do rijeke Drave bilo močvarno područje. Pri svom kraju, nadalje od utoka kanala Kopanjek, u duljini od oko 1,6 km ima skoro sve osobine kao dravski rukavac.
  * Osim ovih navedenih poznati su rukavac pokraj Selnice Podravske na lijevoj obali Drave, možda najpoznatiji je onaj u Legradu s plažom Halaš Čarda (Halasz Csarda) i sidrištem, pa "Keter" 500 m sjeverno od jezera i vikend naselja Šoderica, "Sekuline" sjeverno pokraj Molve Grede, rukavac pokraj Širina Virovskih i drugi.

### Mrtvice
| Mrtvica / Stara Drava     | koordinate                                    | N. V. (m) | površina (ha) | naselje                |
| ------------------------- | --------------------------------------------- | --------- | ------------- | ---------------------- |
| Đelekovečka               | 46°15′34″N 16°53′00″E / 46.25944°N 16.88333°E | 128       | ≈ 6,5         | Đelekovec              |
| Autoput 3*                | 46°13′41″N 16°56′50″E / 46.22806°N 16.94722°E | 124       | ≈ 2,6         | Gotalovo i Botovo      |
| Ješkovo                   | 46°10′53″N 17°02′32″E / 46.18139°N 17.04222°E | 116       | ≈ 20          | Novačka                |
| Osredek                   | 46°08′41″N 17°01′00″E / 46.14472°N 17.01667°E | 115       | ≈ 2,5 (?)     | Gabajeva Greda i Molve |
| Loĉica (Širine Virovske)? | 46°06′24″N 17°07′04″E / 46.10667°N 17.11778°E | 114       | ≈ 3,6         | Novo Virje (Širine)    |
| Čambina (velika i mala)   | 46°07′09″N 17°10′37″E / 46.11917°N 17.17694°E | 110       | ≈ 35          | Ždala                  |
| Lijepa Greda              | 46°04′39″N 17°12′42″E / 46.07750°N 17.21167°E | 109       | ≈ 8           | Ferdinandovac          |
| Bakovci                   | 46°03′28″N 17°14′18″E / 46.05778°N 17.23833°E | 108       | ≈ 3           | Ferdinandovac          |

*- Sjeverno jezero u skupu Autoput 3 jezera je dio nekadašnjeg rukavca na kojem su još vidljivi ostaci nekadašnjeg mlina i brane.
 Površina mrtvica ovisi o vodostaju rijeke Drave i ponegdje može biti i dnevno promjenljiva. 

#### Ješkovo
Jedna od najpoznatijih mrtvica u Podravini je jezero Ješkovo. Nalazi se nekoliko km jugozapadno od naselja Gola i njime gospodari Športsko ribolovni klub "Ješkovo" Gola. Jezero je pravi dragulj prirodne baštine potkovastog oblika, površine oko 20 ha (ovisi o vodostaju rijeke Drave), duljine oko 2 km i širine do 150 m. Unutarnja obala je zarasla širim pojasom trske i rogoza a oko njih su pojedinačna stabla vrba i topola. Nadalje su oranice i livade. Na jezeru se često može sresti ribiče, umjetnike i zaljubljenike u mir, tišinu i prirodu. Uz obalu je uređeno dvadesetak ribolovnih pozicija (čeka) za sportski ribolov. Vrijedi sistem “Ulovi i pusti“ C&R za šarana i amura. Poznato je ribičko takmičenje “Carp Cup“ Ješkovo i “Spin“ kup i prvenstva. U ovom jedinstvenom prirodnom okruženju djeluju “Likovna udruga “Motacilla Alba – Ješkovo”, “Art centar Ješkovo“ i likovne slikarske kolonije. Već godinama se održava “Međunarodni simpozij umjetničke keramike“ i “Međunarodna kolonija umjetničke keramike“. Uz jezero se nalazi “Park znamenitih podravaca i rijeke Drave“ (27 skulptura podravskih i povezanih uz Podravinu slikara, znanstvenika, književnika i svetac poredanih u nizu pod vedrim nebom), a na samom ulazu u Park nalazi se “Drveni kip iz Guinessove knjige rekorda“ - impresivna drvena skulptura štuke.

#### Čambina
To je najveća prirodna voda u Koprivničko-križevačkoj županiji ukupne površine oko 35 hektara (Velika i Mala Čambina). Površina ovisi o vodostaju rijeke Drave. Mrtvica-rukavac je još uvijek povezana protočnim kanalom s rijekom. Obale su obrasle visokom (crna joha, crna topola, pojedinačna zimzelena stabla) i niskom vegetacijom (vrba), šikarom, trskom, rogozom, šašom, trnjem i drugom. Dno prosječno plitkog jezera od 2 metra je prilično muljevito. Unutarnjost potkovastog dijela širine oko 1 km je teško pristupačna pa s debelim slojem obalne trske i rogoza predstavlja netaknutu prirodu i veliku zaštitu raznim životinjskim vrstama. Čambina je jedno od većih podravskih mrijestilišta riba i žaba.

#### Đelekovečka mrtvica
Mrtvica/jezero Đelekovečka mrtvica (točnije, polukružni rukavac starog toka rijeke Drave, površine oko 6,5? hektara – površinu je teško odrediti zbog vodenog bilja, posebno trske i rogoza i često promjenjivog vodostaja Drave) nalazi se u Koprivničko-križevačkoj županiji na području općine Legrad. Mrtvica je posebno poznata po brojnosti štuke.

#### Autoput 3*
Jezera Autoput 3 (četiri jezera sjeverno od središnjih Autoput 2 ZERP jezera) površine ukupno oko 17 ha nalaze se na krajnjem zapadu općine Gotalovo, 2 km sjeveroistočno od naselja Botovo. Najsjevernije jezero u skupu tih jezera je dio nekadašnjeg rukavca na kojem su još vidljivi ostaci nekadašnjeg mlina i brane. Pristup jezeru je prilično otežan zbog debljeg sloja obalne trske. Mrtvica-jezero je, osim drugih ribljih vrsta, posebno poznata po brojnosti štuke.

#### Osredek
Osredek je sustav nekoliko nekadašnjih dravskih rukavaca južno i jugoistočno oko naselja Gabajeva Greda. Ukupna duljina kanala je oko 2,5 km, širine 10-20 metara, jako su zarasli vodenim travama i drugim močvarnim biljem, duboki tek oko 0,5-1 metar. Na dnu je deblji talog mulja i teško je odrediti vodenu površinu jer slobodne vode gotovo da i nema pa je i riblji fond siromašan. Iako je mrtvica u završnoj fazi, nestajanja, predstavlja dobro stanište za ptice i veće je podravsko mrijestilište žaba. U južnom dijelu mrtvica na samo nekoliko desetaka metara okružuje veliko umjetno podravsko jezero Prosenica.

## Ribolov
U svim rukavcima "Stare Drave", poglavito za većeg vodostaja rijeke, ima skoro svih ribljih vrsta kojih ima i u Dravi. Ribolovnih mjesta obično ima najviše uz udaljeniju pristupačniju obalu od glavne matice rijeke. Ima svih ribljih vrsta za sve vrste sportskog ribolova: šaran (divlji/vretenasti i ribnjački/bezljuskaš), amur, obični grgeč i pastrvski grgeč bass (unesena-alohtona vrsta), tolstolobik (bijeli/sivi glavaš), smuđ, som, štuka, linjak, manjić, klen, bolen, mrena, jez i ostala sitnija riba koja obitava u ovom području deverika, podust, krupatica, nosonja, crvenperka, klenić, žutooka-bodorka, balavac, karas, bjelica-uklija, krkuša, rijetki piškor-čikov, pijor,  bliže rijeci pastrva, mladica, plotica, lipljen i dr. Ima i unesene-alohtone invazivne vrste riba: babuška, patuljasti som (patuljan)-američki som, sunčanica i bezribica.
 Nakon ulova obavezno je vraćanje neozlijeđenih sljedećih vrsta riba: karas, balonijev i prugasti balavac, tankorepa i bjelorepa krkuša, veliki i mali vretenac i zlatni vijun. Neograničeni izlov vrijedi za sljedeće vrste riba: babuška (skoro potpuno je istisnula karasa iz naših voda), sunčanica, patuljasti somić i bezribica.
 U mrtvicama "Stare Drave" brojnost ribljih vrsta je daleko siromašnija. U skoro svima ima štuke, grgeča, linjaka, crvenperke, žutooke-bodorke i unesene štetne vrste babuška, patuljasti somić-patuljan i sunčanica. U onim većim mrtvicama, koje se poribljavaju, ima i šarana, amura, soma, tolstolobika i nekih drugih vrsta. 

## Vanjske poveznice
- Geoportal.dgu.hr , DGU RH osnovni slojevi TK25, TK100 i DOF2018
- Ribolovni tereni ZŠRK Koprivnica , Zajednica športsko ribolovnih klubova Koprivnica
- Popis ribolovnih voda , Ribolovne vode podravsko-prigorskog kraja